# Katai
Katai è una suddivisione dell'India, classificata come census town, di 11.250 abitanti, situata nel distretto di Thane, nello stato federato del Maharashtra. In base al numero di abitanti la città rientra nella classe IV (da 10.000 a 19.999 persone).

## Geografia fisica
La città è situata a 19° 18' 28 N e 73° 02' 33 E.

## Società

### Evoluzione demografica
Al censimento del 2001 la popolazione di Katai assommava a 11.250 persone, delle quali 8.355 maschi e 2.895 femmine. I bambini di età inferiore o uguale ai sei anni assommavano a 1.200, dei quali 614 maschi e 586 femmine. Infine, coloro che erano in grado di saper almeno leggere e scrivere erano 7.484, dei quali 6.186 maschi e 1.298 femmine.